# 黒丸 (漫画家)
黒丸（くろまる、1980年8月18日 - ）は、日本の漫画家。女性。岐阜県各務原市出身。
代表作は、『週刊ヤングサンデー』（小学館）連載、夏原武原案の『クロサギ』。同作品にて、2007年、第53回（平成19年度）小学館漫画賞一般向け部門受賞。デビュー前には漫画家の山田貴敏のアシスタントをつとめていた。

## 作品リスト

### 連載
- クロサギ（原案：夏原武、『週刊ヤングサンデー』2003年50号 - 2008年35号）
  - 新クロサギ（原案：夏原武、『ビッグコミックスピリッツ』2008年41号 - 2013年35号[4]）　
  - クロサギ アーカイブ（『ビッグコミックスピリッツ』2008年36・37合併号で3話分、2008年41号の別冊付録にて第1話、第2話が再掲載）
  - クロサギ再起動－18歳新成人詐欺犯罪編－（『ビッグコミックスピリッツ』2022年43号[5] - 2022年49号[6]）
- UNDERGROUN'DOGS（『月刊!スピリッツ』2014年11月号[7] - 2016年3月号、全3巻）
- 絶滅酒場（『ヤングキングアワーズ』2017年6月号 - 2021年1月号[8]、全5巻）
- くだけるプリン（『ハレム』vol.1（創刊号[9]） - ） - オムニバス連載[9]。
- 東京サラダボウル（『Palcy』2021年6月20日[10] - 2024年2月25日[11]、全5巻）

### 読切
- 飛べない鳥治します（『週刊少年サンデー超』1999年9月20日号） - デビュー作[2]。
- ボルト&ナット（『週刊少年サンデー超』2001年3月25日号）
- クロサギ 外伝（原案：夏原武、『ヤングサンデー 増刊』、2005年2月13日号）
- Run Run Ride！（『やわらかスピリッツ』2013年9月2日[12]）
- 受付はこちらです（『ビッグコミックスピリッツ』、2014年1号[13]）
- シネマ親子（『ビッグコミックオリジナル』2014年6号、「オリジナルひな祭り」企画[14]）
- 公立古生物研究所に行ってみた！（『ヤングキングアワーズ』2020年2月号[15]）
- #異世界オバサン #世紀末夫婦（『JOUR』2024年10月号） - 『#アンソロジー #レンアイ離婚 #異世界オバサン』に収録。

### アンソロジー
- 東日本大震災チャリティー同人誌（2011年[16]） - 参加[16]
- 超人ロック異聞（2017年6月9日発売[17]） - 『超人ロック』トリビュート読み切りとして『ヤングキングアワーズ』2017年1月号に掲載された漫画収録[18]。

### その他
- 『ビッグコミックスピリッツ』30周年記念対談企画「創魂」特別編（『ビッグコミックスピリッツ』2010年47号[19]） - 浅野いにお、のりつけ雅春との鼎談掲載[19]
- 高田サンコ『たべるダケ』小冊子（『月刊!スピリッツ』2013年9月号付録[20]） - 対談「サンコの部屋」にゲスト参加[20]
- ゆうきまさみ『でぃす×こみ』第1巻作中漫画着色[21]
- 中崎タツヤ『じみへん』最終回感謝企画「じみへん時代」（『週刊ビッグコミックスピリッツ』2015年37・38合併号[22]） - 同作ファンの漫画家としてイラストとコメント寄稿[22]
- 映画『インサイダーズ/内部者たち』（2016年2月[23]） - コメントとイラスト描きおろし[23]

## 活動
- 2011年7月8日、新宿ロフトプラスワンにて開催の『超人ロック』ファンイベント「超人ロック SPECIAL NIGHT 2011」にゲスト出演[24]。
- 2022年8月27日、テレビ愛知・テレビ東京系列「ハナコ書店」にゲスト出演[25]。

## 関連人物
山田貴敏
師匠。
荒井ママレ
アシスタント。
雨川武司
アシスタント。